# Мінеральний індивід

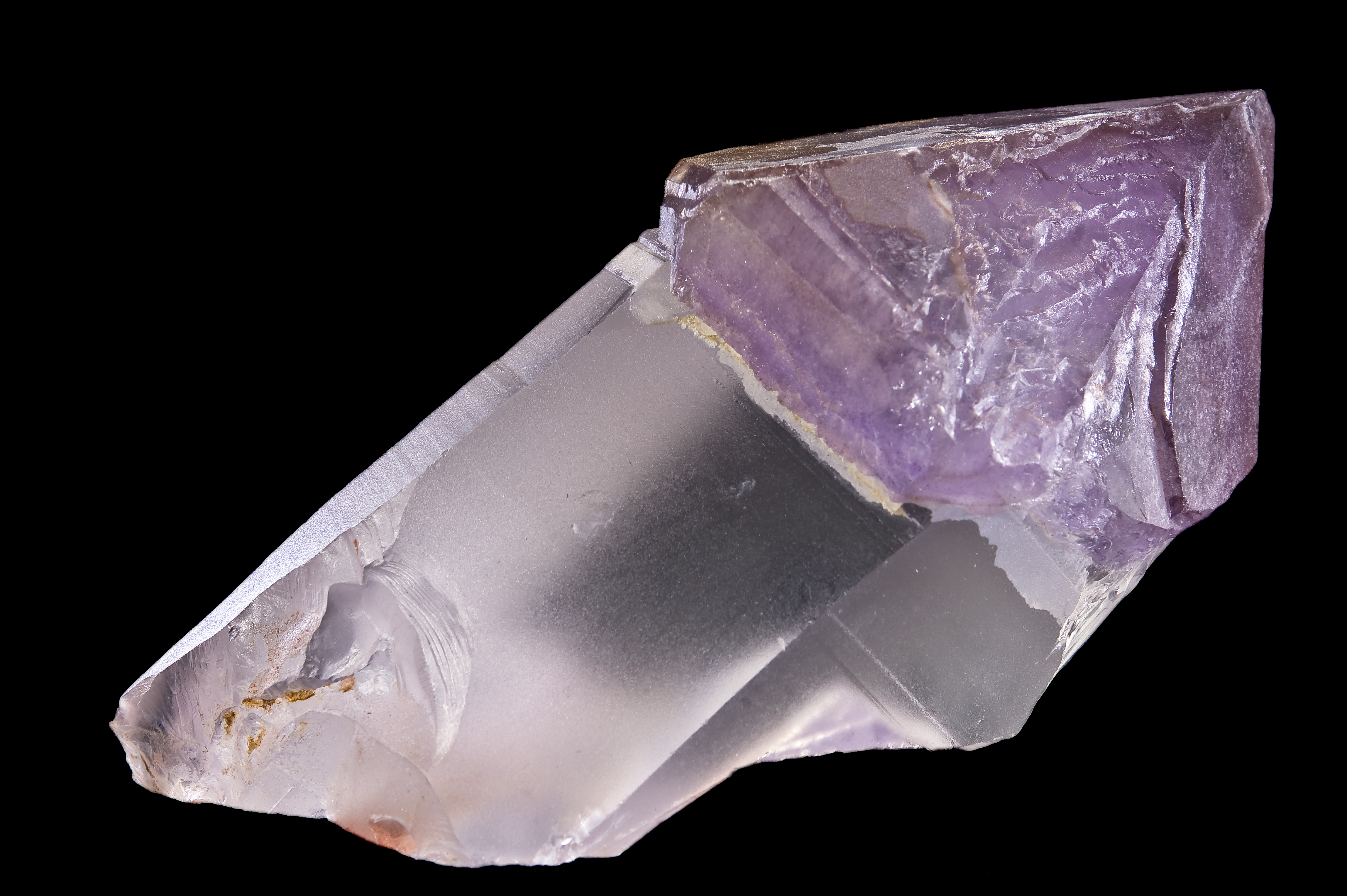
Кристал кварцу.

Індивід мінеральний (англ. mineral individual, нім. mineralisches Individuum n) — тверда, фізично та хімічно індивідуалізована речовина, яка виникла внаслідок природних процесів. І.м. фізично відмежований від інших природними поверхнями розділу. Ним є кожний природний кристал, обмежений кристалічними гранями, а також кожне мінеральне зерно, відділене від сусіднього поверхнями дотику.
Субіндивіди — підпорядковані дрібні індивіди мінералів на материнському індивіді, з яким, як правило, знаходяться в паралельному положенні. Мають вигляд опуклих утворень, обмежених гранями з раціональними індексами. 